# Campeonato de Portugal
El Campeonato de Portugal (en portuguès per "Campionat de Portugal") és el quart nivell del sistema de lliga portuguesa de futbol. Juntament amb la Liga 3 de tercer nivell, està organitzat per la Federació Portuguesa de Futbol (FPF).
El Campeonato de Portugal es va presentar l'any 2013 com el nou campionat de tercer nivell, sota el nom de Campeonato Nacional de Seniores (Campionat Nacional Sènior), en substitució tant de la Segona Divisão com de la Terceira Divisão (antiga tercera i quarta divisió, respectivament). El 22 d'octubre de 2015, va adoptar la seva denominació actual. Amb la creació de la Liga 3 com a nova tercera divisió de la temporada 2021-22, el Campeonato de Portugal va baixar un nivell.

## Format
La primera temporada, 2013-14, va ser disputada per un total de 80 clubs, que incloïen 19 equips dels campionats de districte, 39 de la Segona Divisão, 19 de la Terceira Divisão i tres equips descendits de la Segona Lliga durant la 2012-13. temporada. La temporada 2017-18, el format constava de cinc sèries de divuit equips, ordenats segons criteris geogràfics, a excepció dels equips de Madeira (ubicats a la primera sèrie) i de les Açores (ubicats a les dues darreres sèries). La competició va jugar amb quatre grups de 18 equips la temporada 2018-19 i la temporada 2019-20 reduïda. S'ha jugat amb vuit grups de 12 la temporada 2020-21, després es va reduir a cinc de 10 i un grup d'11 equips la temporada 2021-22.

## Llista de campions
| Temporada | Final del campionat                              | Final del campionat                              | Final del campionat                              | Final del campionat                              |
| Temporada | Campions                                         | Puntuació                                        | Subcampions                                      | Lloc final                                       |
| 3r nivell | 3r nivell                                        | 3r nivell                                        | 3r nivell                                        | 3r nivell                                        |
| --------- | ------------------------------------------------ | ------------------------------------------------ | ------------------------------------------------ | ------------------------------------------------ |
| 2013–14   | Freamunde                                        | 3–2                                              | Oriental                                         | Estádio do Fontelo, Viseu                        |
| 2014–15   | CD Mafra                                         | 1–1 (prò.), (4–3 p)                              | FC Famalicão                                     | Estádio Municipal, Marinha Grande                |
| 2015–16   | Cova da Piedade                                  | 0–0 (prò.), (2–0 p)                              | Vizela                                           | Estádio Municipal, Abrantes                      |
| 2016–17   | Real                                             | 2–0                                              | Oliveirense                                      | Estádio do Fontelo, Viseu                        |
| 2017–18   | Mafra                                            | 2–1                                              | SC Farense                                       | Estádio Nacional, Jamor                          |
| 2018–19   | Casa Pia                                         | 2–2 (prò.), (4–2 p)                              | UD Vilafranquense                                | Estádio Nacional, Jamor                          |
| 2019-20   | Abandonat a causa de la pandèmia de la COVID-19. | Abandonat a causa de la pandèmia de la COVID-19. | Abandonat a causa de la pandèmia de la COVID-19. | Abandonat a causa de la pandèmia de la COVID-19. |
| 2020–21   | CD Trofense                                      | 1–0 (prò.)                                       | Estrela da Amadora                               | Estádio Cidade de Coimbra, Coïmbra               |
| 4t nivell |                                                  |                                                  |                                                  |                                                  |
| 2021–22   | Paredes                                          | 4–0                                              | GD Fontinhas                                     | Estádio Nacional, Jamor                          |

1. ↑  FC Vizela i Arouca promocionaren perquè eren els dos equips amb més punts en el moment de la suspensió.

### Actuació per club
| Club               | Guanyadors | Subcampions | Temporades campió | Temporades subcampió |
| ------------------ | ---------- | ----------- | ----------------- | -------------------- |
| CD Mafra           | 2          | 0           | 2014–15, 2017–18  | –                    |
| SC Freamunde       | 1          | 0           | 2013–14           | –                    |
| CD Cova da Piedade | 1          | 0           | 2015–16           | –                    |
| Real SC            | 1          | 0           | 2016–17           | –                    |
| Casa Pia AC        | 1          | 0           | 2018–19           | –                    |
| Trofense           | 1          | 0           | 2020–21           | –                    |
| USC Paredes        | 1          | 0           | 2021–22           | –                    |
| Oriental           | 0          | 1           | –                 | 2013–14              |
| FC Famalicão       | 0          | 1           | –                 | 2014–15              |
| Vizela             | 0          | 1           | –                 | 2015–16              |
| Oliveirense        | 0          | 1           | –                 | 2016–17              |
| SC Farense         | 0          | 1           | –                 | 2017–18              |
| UD Vilafranquense  | 0          | 1           | –                 | 2018–19              |
| Estrela da Amadora | 0          | 1           | –                 | 2020-21              |
| GD Fontinhas       | 0          | 1           | –                 | 2021–22              |